# Torrumbarry
Torrumbarry /təˈrʌmbəri/ é uma cidade no norte de Victoria, Austrália. A cidade fica localizada no condado de Shire of Campaspe e na Murray Valley Highway, a 241 quilômetros (150 mi)  ao norte da capital do estado, Melbourne . No 2016 censo, Torrumbarry tem uma população de 279 habitantes.

## Galeria

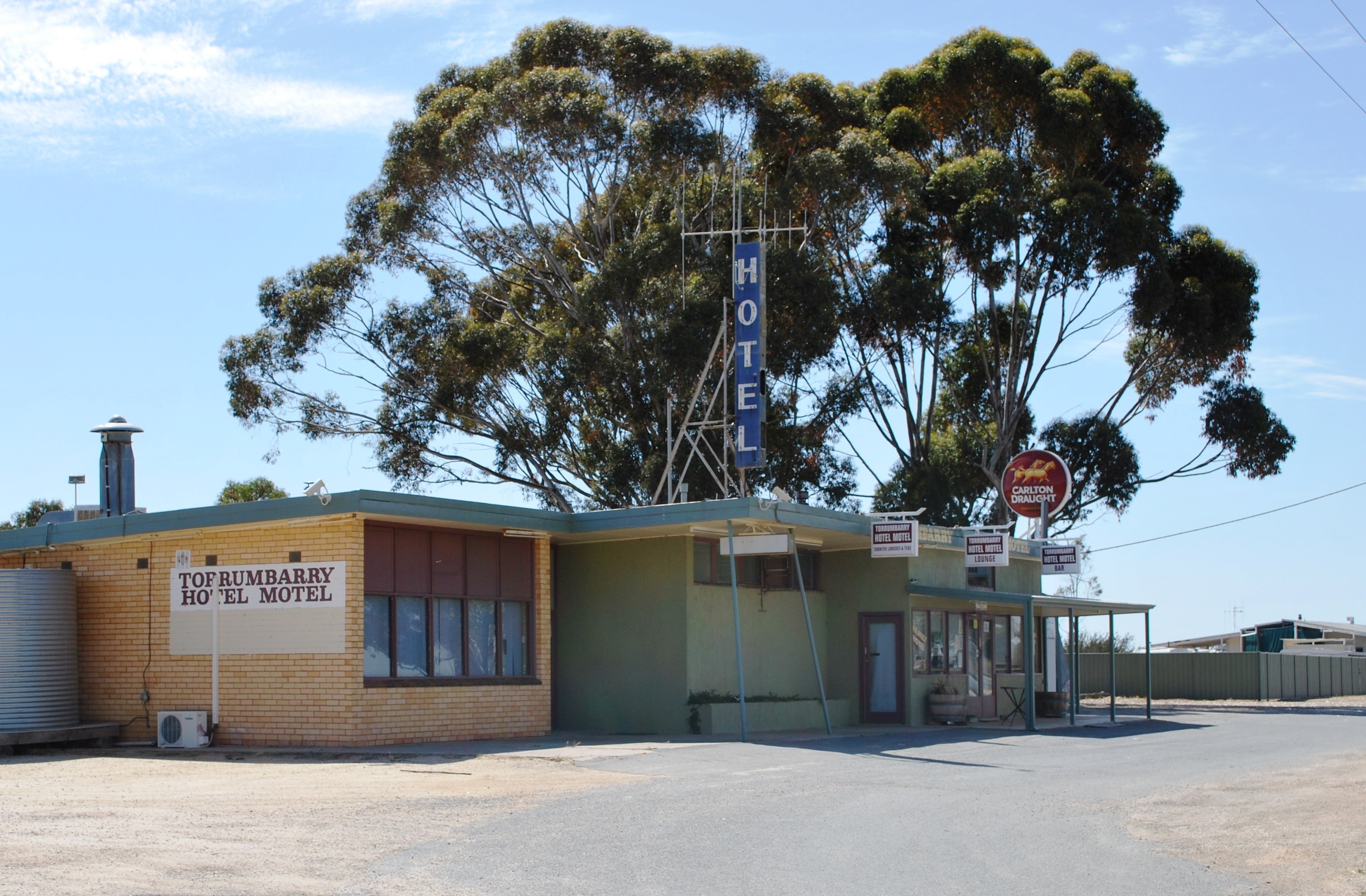
Torumbarry Hotel
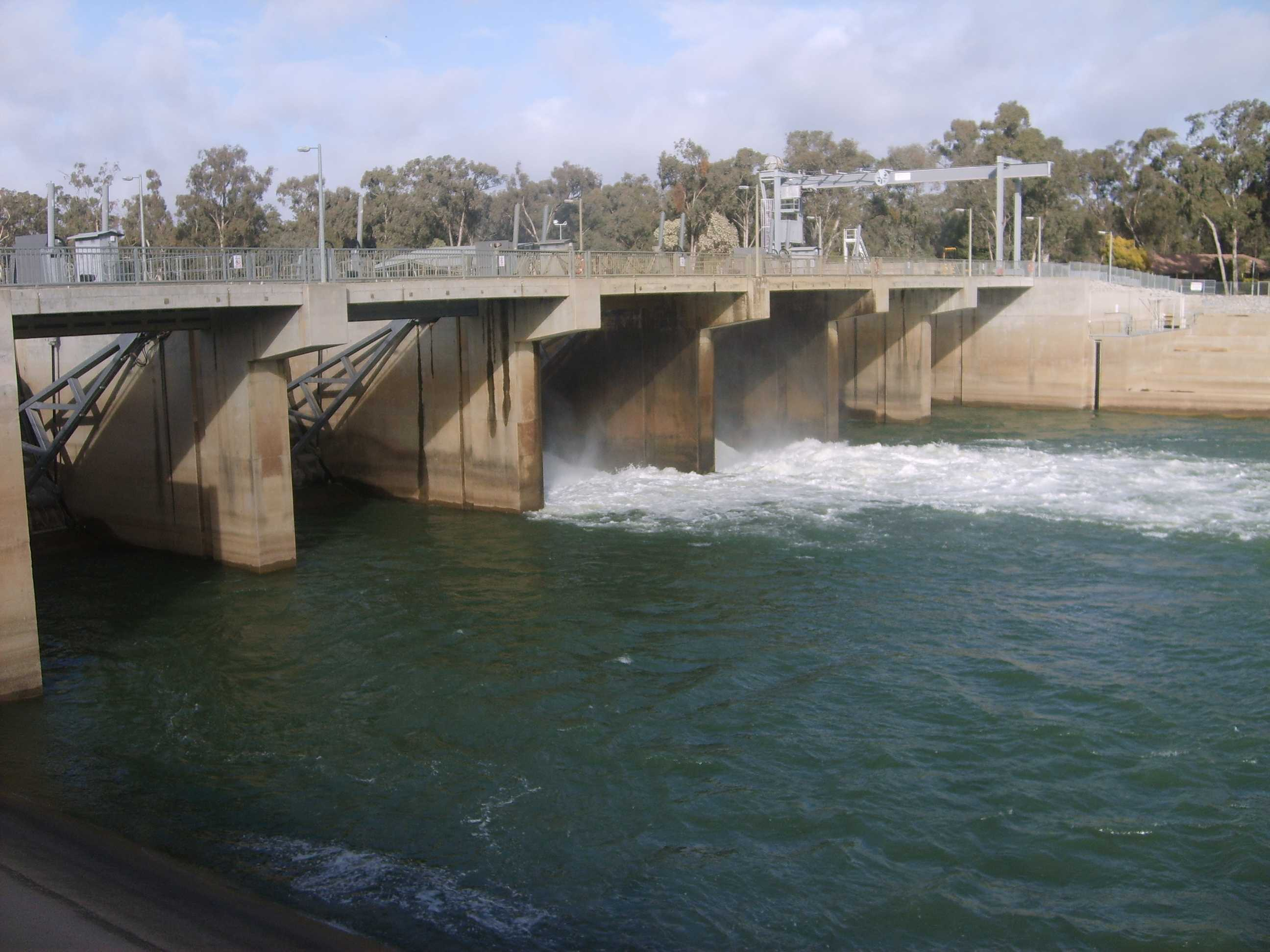
Torumbarry Weir